# Uittienia
Uittienia là một chi thực vật có hoa trong họ Đậu.